# Colt Prattes

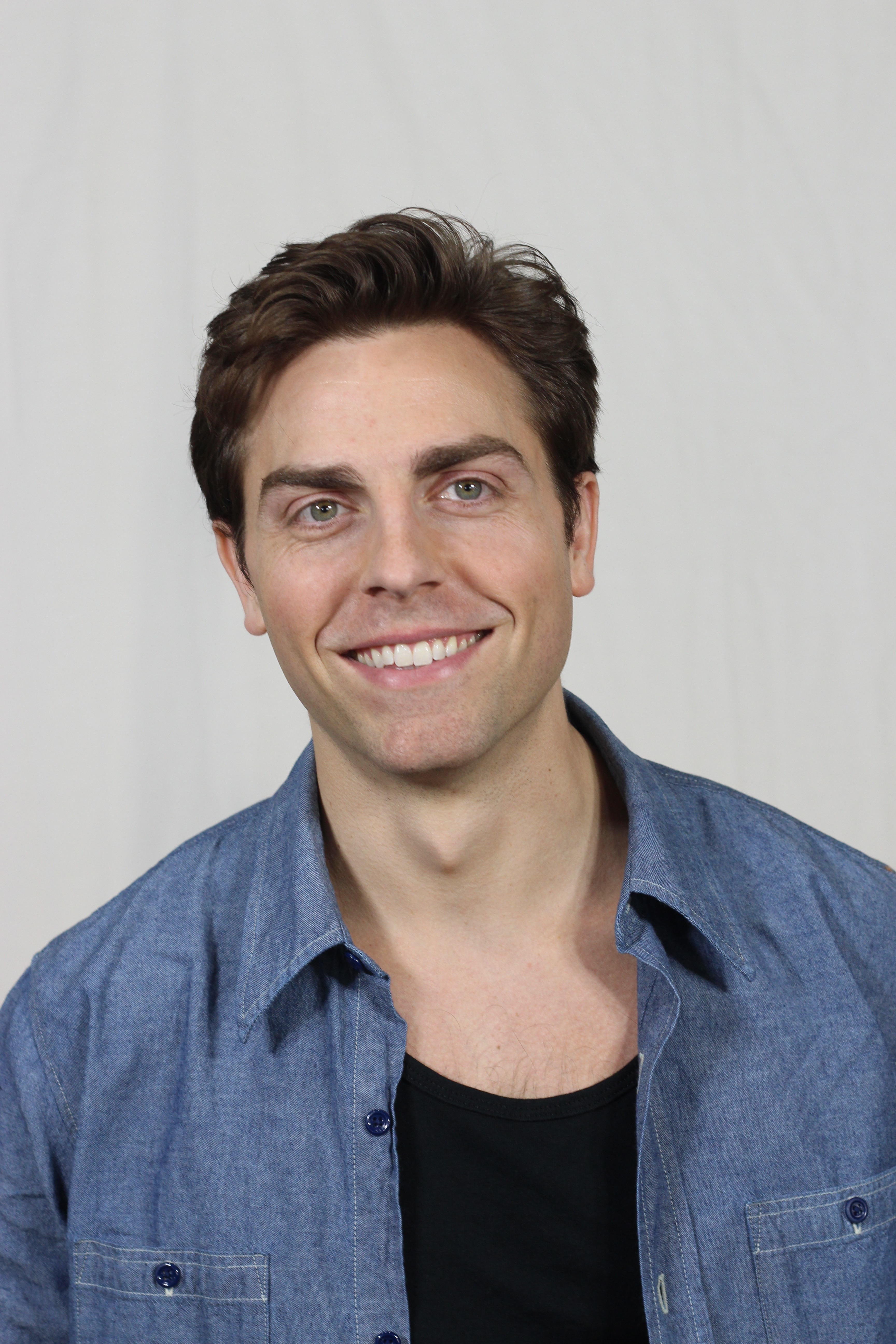
Colt Prattes 2016

Colt Prattes (* 28. August 1986) ist ein US-amerikanischer Tänzer und Schauspieler. Er wurde unter anderem bekannt durch seine Rolle in dem 2017 erschienenen Remake des 1980er-Jahre-Klassikers Dirty Dancing, in dem er an der Seite von Abigail Breslin die Hauptrolle spielt.

## Leben und Karriere
Colt Prattes wuchs in Marietta, Georgia, auf und besuchte eine Schule für darstellende Künste. Nach seinem Abschluss bekam er 2008 eine Rolle in der Tourneekompanie von A Chorus Line, 2009 bei den Broadway-Wiederaufnahmen von West Side Story und 2011 in How to Succeed in Business Without Really Trying. 2012 spielte Prattes in dem Musikvideo Try von P!nk mit.
Seinen ersten Auftritt als Schauspieler hatte er in einer Gastrolle im Krankenhausdrama Mercy (NBC, 2009–2010). Im Jahr 2017 spielte Prattes in der Fernsehfilm-Neuverfilmung Dirty Dancing (ABC, 2017) die Hauptrolle Johnny Castle. 
Prattes ist seit Dezember 2013 verheiratet.

## Filmografie
- 2008: Moved … (Kurzfilm)
- 2010: Mercy (Fernsehserie, Folge 1x19)
- 2011: Wiener & Wiener (Fernsehserie, 3 Folgen)
- 2012: Pink: Try (Musikvideo)
- 2017: Dirty Dancing (Fernsehfilm)
- 2018: A Snow White Christmas
- 2018–2019: This Close (Fernsehserie, 10 Folgen)
- 2021: This Is Us – Das ist Leben (Fernsehserie, Folge 5x15)
- 2021: Impropriety
- 2024: The Merry Gentlemen